# 土屋義夫
土屋 義夫（つちや よしお、1903年1月19日 - 1984年5月16日）は、日本の経営者。ダイキン工業社長を務めた。

## 経歴
広島県福山市出身。1922年に京都帝国大学法学部法律学科を卒業し、同年に住友銀行に入行。1943年10月に住友金属に転じ、1951年に取締役に就任。翌年11月に大阪金属工業(のちのダイキン工業)に転じ、専務、副社長を経て、1965年1月に社長に就任し、1972年1月に会長に就任した。
マルタ国大阪名誉理事も務めた。
1977年11月に勲三等旭日中綬章を受章した。
1984年5月16日、肺炎のために死去。81歳没。